# Matilde Eiroa
Matilde Eiroa San Francisco (Madrid, 2 de octubre de 1960) es una historiadora española especializada en Historia Contemporánea.

## Trayectoria
Eiroa estudió Geografía e Historia y obtuvo su doctorado en Historia Contemporánea en la Universidad de Málaga. Se doctoró en 1991 con una tesis titulada Málaga tras la guerra. El asentamiento del sistema franquista (1939-1942). En 1992, comenzó a trabajar en la Universidad Europea de Madrid, donde desempeñó diversos cargos directivos. En 2005, obtuvo una plaza en la Universidad Carlos III de Madrid, donde desarrolla desde entonces su labor docente e investigadora.
Sus trabajos de investigación se han centrado en el estudio del siglo XX en España, especialmente del periodo de la guerra civil así como la violencia y represión durante la dictadura franquista. Ha sido pionera en el estudio de la represión de mujeres y en el exilio republicano. También ha contribuido significativamente a la memoria histórica y democrática, siendo miembro fundador de la Cátedra Memoria Histórica Siglo XX, dirigida por Julio Aróstegui, en la Universidad Complutense de Madrid (UCM).
En el ámbito de la historia de las mujeres, Eiroa ha contribuido al conocimiento sobre las cárceles de mujeres en la posguerra y el asociacionismo femenino en el período de 1920 a 1930. Uno de los resultados más relevantes fue la biografía titulada Isabel de Palencia. Diplomacia, periodismo y militancia al servicio de la República, que recibió el XXIII Premio Nacional Victoria Kent en 2013. 
En cuanto a las relaciones internacionales, Eiroa ha desarrollado una línea de investigación novedosa sobre las relaciones entre el franquismo y Europa Oriental en los primeros años de la Guerra Fría. En el marco de esta línea destaca, asimismo, el estudio sobre el exilio republicano en el Este de Europa. Entre 2002 y 2005, organizó y dirigió una red temática financiada por las Acciones Jean Monnet de la Comisión Europea, que incluyó a universidades de países centro-orientales, con resultados expresados en publicaciones científicas de reconocido prestigio. Además, ha analizado diversos aspectos de la política exterior del franquismo y de la diplomacia republicana durante la guerra civil, destacando los trabajos realizados junto al profesor Ángel Viñas. Ha sido profesora invitada en varias universidades internacionales, como la Universidad Carolina de Praga, la Universidad de Harvard y la Universidad de Nottingham.
Desde 2016, Eiroa se ha interesado en la Historia digital, explorando las fuentes digitales como recursos para la historia y la representación digital de la guerra civil, el franquismo y la Transición. A tal fin ha dirigido dos proyectos de investigación (HISMEDI) sobre Historia, Memoria y Sociedad Digital, financiados por el Ministerio de Ciencia, Innovación y Universidades y los fondos FEDER.
Es vocal del Patronato del Centro Documental de la Memoria Histórica de Salamanca desde enero de 2019. En diciembre de 2020, fue nombrada miembro del Consejo Asesor Externo del proyecto "Fondo Documental de la Memoria Histórica en Navarra". En marzo de 2022, se unió al Consejo Asesor de la Facultad de Ciencias Humanas, Sociales y de la Educación de la Universidad Pública de Navarra. Forma parte de numerosos comités científicos de congresos y revistas científicas, como The Exile History Review, de la John Paul II Catholic University of Lublin, Observing Memories o Pasado y Memoria de la Universidad de Alicante. Desde 2012 a 2023, ha sido coeditora de la revista Hispania Nova, permaneciendo en la actualidad como miembro de su Consejo de Redacción. Igualmente es miembro del Consejo de Redacción de las revistas Historia y Comunicación Social, Baetica y Femeris y del Consejo Editorial de la Colección Memoria de Mujer de la Editorial de la Universidad de Salamanca.

## Reconocimientos
En 2013, Matilde Eiroa recibió el XXIII Premio Nacional Victoria Kent, otorgado a la biografía de la periodista y diplomática española Isabel Oyarzábal, una figura representativa de la primera mitad del siglo XX. Este galardón, que concede el Seminario de Estudios de la Mujer de la Universidad de Málaga tiene como objetivo fomentar la investigación sobre temáticas relacionadas con los estudios de las mujeres, de género o feministas desde cualquier disciplina científica.
En junio de 2024 el libro coordinado por Josefina Cuesta, Mª José Turrión y Rosa Mª Merino (eds.), (2023), Mujeres en guerra, exilio y dictadura (1936-1975), Universidad de Salamanca, Salamanca, ISBN: 978-84-1311-799-7,recibió el premio a la Mejor monografía en Ciencias Jurídicas y Sociales en el XXVII Premios Nacionales de Edición Universitaria . Su contribución, junto a José Mª Sanmartí, fue el capítulo,  “Las periodistas que fueron al exilio: perfiles, valores y producción informativa”, pp. 235-254.  

## Obra
- 1994 – Barranquero, E., Eiroa San Francisco, M., y Navarro, P., Mujer, cárcel, franquismo.  La prisión provincial de Málaga (1937-1945). Aprisa, Málaga.  ISBN: 84-605-0179-5. (2021)
- 1995 – Viva Franco. Hambre, racionamiento, falangismo. Málaga, 1939-1942. Aprisa, Málaga. ISBN 84-605-2463-9.
- 2001 – Las relaciones de Franco con Europa Centro-Oriental (1939-1955). Ariel, Barcelona. ISBN 9788434466289.
- 2004 – Egido León, M.A., y Eiroa San Francisco, M. (eds.), Los grandes olvidados. Los republicanos de izquierda en el exilio. CIERE, Madrid. ISBN: 84-609-0167-X
- 2008 – Eiroa, M. y Carrera, Mª. P.España, voz en Off. Teoría y praxis de la prensa española en el contexto de la Guerra Fría. Tirant Lo Blanch, Valencia. ISBN: 978-84-9876-234-1.
- 2009 – Eiroa, M. y Requena, M. (coords.). Al lado del gobierno republicano. Los brigadistas de Europa del Este en la guerra civil española. Ediciones de la Universidad de Castilla-La Mancha, Colección Luz de la Memoria, nº 8, Cuenca. ISBN: 978-84-8427-764-6.
- 2009 – Política internacional y comunicación en España, 1939-1975. Las cumbres de Franco con Jefes de Estado. Ministerio de Asuntos Exteriores, ISBN 978-8485290833.[16]
- 2014 – Isabel de Palencia. Diplomacia, periodismo y militancia al servicio de la República. Servicio de Publicaciones de la Universidad de Málaga. ISBN 978-84-9747-716-1.[17]
- 2017 – Eiroa, M. y Barranquero, A. Métodos de investigación en la comunicación y sus medios. Síntesis, Madrid. ISBN: 978-84-9077-472-4.
- 2018 – Españoles tras el Telón de Acero. El exilio republicano y comunista en la Europa socialista. Marcial Pons. ISBN 9788416662289.
- 2018 –  Eiroa, M. (coord.) Historia y Memoria en Red. Un nuevo reto para la historiografía, Síntesis, Madrid, ISBN: 978-84-9171-184-1.
- 2021 – Egido, A. Eiroa, M., Lemus, E; Santiago, M. (dirs.)., Mujeres en el exilio republicano de 1939. Homenaje a Josefina Cuesta. Ministerio de la Presidencia, Secretaria de Estado para la Memoria Democrática, Madrid, ISBN: 978-84-7471-155-4.
- 2021 – Eiroa, M. (coord.)La Transición en directo: narrativas digitales de una historia reciente, Síntesis, Madrid, ISBN: 978-84-1357-107-2.
- 2022 – Franco, de héroe a figura cómica de la cultura contemporánea. Tirant Lo Blanch. ISBN 9788419071026.[18]